# Luke Carlyle
Luke Carlyle es un personaje de Marvel Comics, creado por J. Michael Straczynski y apareció por primera vez en The Amazing Spider-Man.

## Biografía ficticia del personaje
Luke Carlyle es un ladrón y estafador que se abrió camino hasta la escalera corporativa, con el tiempo llegando a una posición de confianza. Cuando el CEO de la compañía puso al descubierto que Carlyle era un fraude, Lucas lo mató. Al carecer de la hora de actuar, y con la mayor parte de los activos de la empresa, ya sea idos o inalcanzables, Carlyle luego contrató a  Otto Octavius con el pretexto de ayudar a hacerlo un investigador legítimo, y le robó su apéndices mecánicos. Carlyle tenía a los científicos en su compañía copiando el controlador cibernético de Octavius, algo que "parecía que se hizo en la década de 1960", en un nuevo exoesqueleto mecánico de seis brazos; su empresa había logrado duplicar la mayor parte de los tentáculos, pero la interfaz cibernética había exigido una mirada directa en el dispositivo original. Llegó a cometer un atraco a un banco importante, pero Octavius -que había sido dejado vivo pero atrapado en un pequeño recipiente con oxígeno limitado en caso de que Carlyle necesitase hablar con él más tarde sobre cualquier problema que los tentáculos pudieran desarrollar- logró escapar de prisión, después de haber mentido acerca de las limitaciones de su control sobre sus tentáculos para reclamar que el acero totalmente bloqueaba su capacidad de controlarlos cuando en realidad sólo lo hizo más difícil. La lucha posterior entre los dos médicos después de que Octavius siguiese a Carlyle a su hotel fue relativamente pareja, con la tecnología superior de Carlyle siendo contrarrestada por la experiencia superior de Octavius, pero se volvió más peligroso cuando Spider-Man - que estaba visitando a  su distanciada esposa durante el rodaje de una película en Los Ángeles-intervino, Spider-Man siendo casi aplastado en un hotel que colapsaba cuando se quedó atrás para tratar de sostener las vigas de apoyo para dar el tiempo para evacuar a los civiles. A pesar de un último intento de escapar tomando a  May Parker de rehén, Carlyle fue finalmente derrotado por un esfuerzo combinado entre Octavius y Spider-Man, con Octopus agrietando el traje de Luke y Spider-Man llenando el traje con redes a través de la grieta (aunque Octavius le informó a Spider-Man que sólo le dio esta información para herir a Carlyle en lugar de ayudarle).

## En otros medios

### Videojuegos
- Lucas "Luke" Carlyle (también llamado Carlyle el Terrorista Loco) aparece como sí mismo en el videojuego Spider-Man 3 con la voz de Neil Ross. Él es retratado como un Terrorista Loco. En el juego era un adinerado hombre de negocios cuya actividad fue destruida cuando J. Jonah Jameson publicó historias en el Bugle que hizo que el Ayuntamiento lo investigue. Impulsado por la venganza, él y sus secuaces contratados fueron a poner bombas. Primero hace explotar su propio edificio, el cual Spider-Man investiga dónde detiene a algunos de sus secuaces y salva a una mujer atada a una bomba. Más tarde, Jameson recibió una llamada anónima de que había bombas colocadas por todo el metro. Peter oye la llamada y se precipita hacia el metro, donde desactiva todas las bombas. Spider-Man se encuentra más adelante con los secuaces se Luke poniendo bombas por toda la ciudad utilizando cinturones cohete, pero él es capaz de detenerlos y deshacerse de las bombas. No es hasta que una fábrica de productos químicos es objeto de ataques, dónde Spider-Man finalmente conoce a Carlyle, donde él y sus secuaces están tratando de robar un tanque, pero una vez es detenido de nuevo. Luke escapa en un helicóptero, pero no antes de lanzarle una bomba a Spider-Man, que escapa después de que la fábrica entera se desmorona. El acto final muestra a Luke atacando el Daily Bugle, colocando bombas, secuestrando a Jameson, una escena revela que él es un exempresario que busca vengarse de Jameson después de que los editores de Jameson revelaron que sus fábricas habían causado contaminación en masa. Después de que Spider-Man desarma todas las bombas en el Bugle, él persigue el helicóptero de Luke. Luke a continuación, le coloca un collarín a Jameson que explotará si se distancia de él. A continuación, lanza a Jameson del helicóptero, pero es atrapado por Spider-Man. Después de perseguir el helicóptero, Carlyle comienza a volar el helicóptero alrededor de un edificio, ocasionalmente disparando misiles a Spider-Man desde el helicóptero, sólo para ser derrotado por Spider-Man al usar sus telarañas para lanzar los misiles de regreso al helicóptero. Carlyle y los secuaces de a bordo logran escapar usando cinturones cohete, pero Carlyle entonces enciende los explosivos en sus trajes afirmando que "pueden ir en paz", mientras que él escapa. Finalmente, Jameson le agradece a regañadientes la ayuda a Spider-Man. La apariencia de Luke en el juego está ligeramente basada en un villano llamado Turbo Jet que aparece en Spider-Man: The New Animated Series.